# Olona
Olona är en flod i norra Italien som rinner från provinsen Como åt sydost mot Milano. I Milano är den täkt och mynnar i Lambro Meridionale. Romarna ändrade flödet av floden vid Rho till det nuvarande mot Milano. Den södra delen av floden finns kvar som Olona inferiore och mynnar i Po vid San Zenone al Po. 